# تارا كامبل
تارا كامبل (بالإنجليزية: Tara Campbell) هي لاعبة كرة الماء أمريكية، ولدت في 21 يوليو 1983 في مونتريال في كندا.